# 긴코다람쥐속
긴코다람쥐속(Hyosciurus)은 다람쥐과에 속하는 설치류 분류군이다. 인도네시아 술라웨시섬의 토착종이다. 2종을 포함하고 있다.

## 특징
술라웨시섬 중부 산악지대에서만 서식하는 산지긴코다람쥐는 섬 북부 지역에서 발견되는 저지대긴코다람쥐보다 주둥이가 길고 코뼈가 크다. 산지긴코다람쥐는 해발 1500~2300m 고도에 서식하지만 저지대긴코다람쥐는 해수면과 1700m 사이의 고도에서 산다. 두 종 사이에 털 색깔은 큰 차이가 없고, 상체는 짙은 갈색을 띠며 불규칙한 갈색 반점이 나 있다. 꼬리 길이 10cm를 제외한 몸길이가 20cm 정도이다.

## 하위 종
- 산지긴코다람쥐 (Hyosciurus heinrichi)
- 저지대긴코다람쥐 (Hyosciurus ileile)